# Pertti Paasio

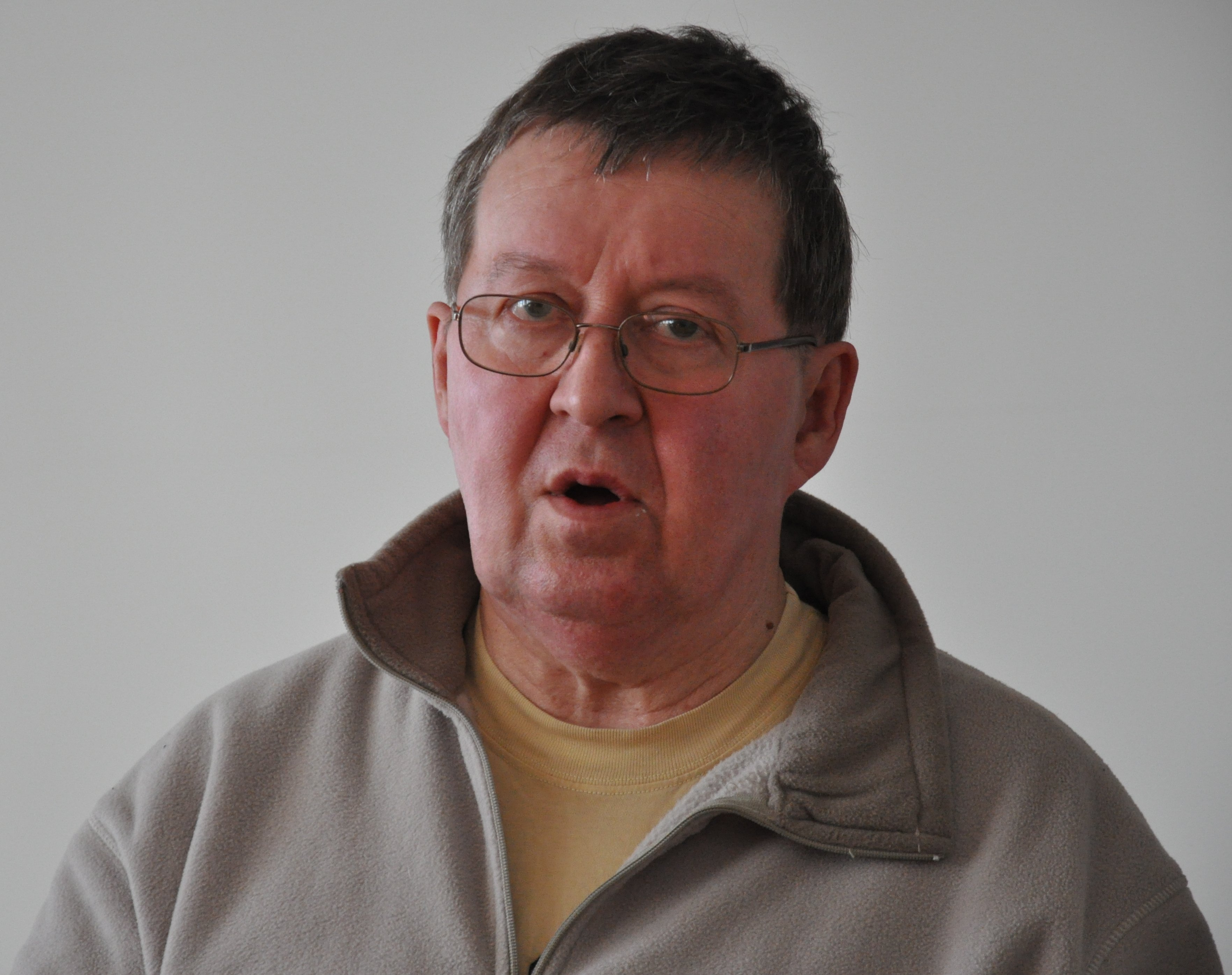
Pertti Paasio (2009)

Pertti Kullervo Paasio (* 2. April 1939 in Helsinki; † 4. April 2020) war ein finnischer Politiker, der unter anderem von 1987 bis 1991 Vorsitzender der Sozialdemokratischen Partei Finnlands SDP (Suomen Sosialidemokraattinen Puolue) sowie von 1989 bis 1991 stellvertretender Ministerpräsident und Außenminister war.

## Leben
Pertti Kullervo Paasio, Sohn des Politikers und zweimaligen Ministerpräsidenten Rafael Paasio und dessen Ehefrau Mary Paasio Wahlman, begann nach dem Schulbesuch ein Studium der Politikwissenschaften an der Universität Turku und schloss dieses 1968 mit einem Magister ab. Bereits während seines Studiums begann er sein Engagement für die  Sozialdemokratische Partei Finnlands SDP (Suomen Sosialidemokraattinen Puolue) in der Kommunalpolitik und war von 1965 bis 1990 Mitglied des Stadtrates von Turku. Nach Abschluss seines Studiums war er von 1968 bis 1973 stellvertretender Leiter des Tourismusamtes von Turku und während dieser Zeit vom 1. März bis zum 4. September 1972 Sonderassistent von Finanzminister Mauno Koivisto. Von 1973 bis 1987 war er Leiter des Arbeitsamtes der Region Turku und in dieser Zeit vom 1. Januar bis zum 13. Juni 1975 auch Berater von Ministerpräsident Kalevi Sorsa.
1975 wurde Paasio für die SDP erstmals zum Mitglied des Reichstages (Eduskunta) gewählt und gehörte diesem zunächst bis 1979 an. Während dieser Zeit war er Mitglied des Auswärtigen Ausschusses. Ferner war er 1978 sowie 1982 Mitglied des Wahlkollegiums für die Präsidentschaftswahl sowie von 1978 bis 1987 Mitglied des Exekutivkomitees der SDP. 1982 wurde er erneut in den Reichstag gewählt, dem er nunmehr bis 1996 angehörte. Von 1982 bis 1989 war er wieder Mitglied des Auswärtigen Ausschusses und vom 25. Oktober 1984 bis zum 15. Juni 1987 Vorsitzender der SDP-Fraktion im Reichstag. Zugleich fungierte er von 1985 bis 1987 als Vorsitzender des Finnischen Nationalkomitees für Europäische Sicherheit. Am 5. Juni 1987 löste er Kalevi Sorsa als Vorsitzender der SDP ab und bekleidete das Amt des Parteivorsitzenden, das 1963 bis 1975 bereits sein Vater Rafael Paasio innehatte, bis zu seiner Ablösung durch Ulf Sundqvist am 16. November 1991. 1988 war Paasio erneut Mitglied des Wahlkollegiums für die Präsidentschaftswahl.
Am 1. Februar 1989 wurde Pertti Paasio im Kabinett Holkeri stellvertretender Ministerpräsident (Pääministerin sijainen) und Außenminister (Ulkoasiainministeri) und bekleidete dieses Ämter bis zum 26. April 1991. Bei der Wahl am 17. März 1991 war er Spitzenkandidat der SDP. Allerdings wurde seine Partei mit 603.080 Stimmen (22,12 Prozent) nur noch zweitstärkste Partei nach der Zentrumspartei (KESK) und verlor acht Parlamentssitze, so dass sie nur noch mit 48 Mandaten im Reichstag vertreten war. 1991 wurde ihm das Großkreuz des Ordens des Infanten Dom Henrique verliehen. Nach seinem Ausscheiden aus der Regierung war er von 1991 bis 1996 Vorsitzender des Auswärtigen Ausschusses des Reichstages. Er war außerdem vom 6. Februar bis zum 6. November 1996 abermals Vorsitzender der SDP-Fraktion.
Nach dem Beitritt Finnlands zur Europäischen Union wurde Paasio bei der Europawahl am 20. Oktober 1996 zum Mitglied des Europäischen Parlamentes gewählt und gehörte diesem bis 1999 an. Er war von 2001 bis 2008 erneut Mitglied des Stadtrates von Turku sowie von 2003 bis 2006 dessen Vorsitzender.
Aus seiner 1967 geschlossenen Ehe mit Kirsti Kaarina Johansson gingen die vier Kinder Ari, Päivi, Heli und Jouni hervor. Seine Tochter Heli Paasio war von 1999 bis 2015 ebenfalls Mitglied des Reichstages für die SDP. Pertti Paasio starb im Frühjahr 2020, kurz nach seinem 81. Geburtstag.

## Veröffentlichungen
- Minä ja Mr Murphy. Jyväskylä: Gummerus, 1996, ISBN 978-951-20-4877-9.
- Punatulkku ja sikarodeo. Jyväskylä: Gummerus, 1998, ISBN 978-951-20-5370-4.
- Brysselin baanalla. Jyväskylä: Gummerus, 2000, ISBN 978-951-20-5759-7.